# Bodily Functions
Bodily Functions è un album in studio del musicista elettronico britannico Herbert. È stato pubblicato da !K7 Records nel 2001.
John Bush di AllMusic ha elogiato le funzioni corporee come "il perfetto connubio tra arte e intelligenza". Sal Cinquemani di Slant Magazine ha dichiarato: "Spesso jazz, spesso casalingo e talvolta folle, l'album raramente manca di un ritmo in uno dei suoi generi presunti." Lo scrittore di PopMatters Kevin Strychalski ha chiamato l'album "Mona Lisa" di Herbert, scrivendo che "mai prima d'ora un artista che lavorava all'interno del supporto elettronico ha pubblicato un album di tale profondità e maturità."
Pitchfork ha inserito Bodily Functions al numero 173 nella sua lista dei 200 migliori album degli anni 2000 . È stato anche nominato il 16 ° miglior album del decennio da Resident Advisor. La rivista Slant lo ha nominato il terzo miglior album del 2001.

## Tracce
1. You're Unknown to Me – 2:13
2. It's Only – 7:21
3. "Foreign Bodies" – 5:37
4. "Suddenly" – 6:29
5. "I Know" – 6:36
6. "Leave Me Now" – 6:36
7. "The Last Beat" – 4:20
8. "You Saw It All" – 7:04
9. "On Reflection" – 4:29
10. "About This Time Each Day" – 3:44
11. "Addiction" – 6:44
12. "I Miss You" – 4:52
13. "It's Only a Reprise" – 1:57
14. "The Audience" – 6:15